# جان فردریک دانیل
جان فردریک دانیل (انگلیسی: John Frederic Daniell؛ زاده ۱۲ مارس ۱۷۹۰ درگذشته ۱۳ مارس ۱۸۴۵) یک شیمی‌دان اهل بریتانیا بود.